# Ірина (княгиня)
Ірина (*д/н — після 980) — велика княгиня київська, дружина Ярополка та Володимира Святославичів. Ім'я Ірина застосовується умовно, оскільки стосовно цього тривають науковії диспути.

## Життєпис
Про Ірину замало відомостей. Навіть ім'я її достеменно невідоме: за різними відомостями Ірина або Юлія. Також можливо «Юлія» означає не власне ім'я, а її походження. Ще за однією версією саме її звали Предслава, а не мати Ярополка Святославича.
Відповідно до Повісті временних літ вона була грекинею, колишньою черницею, яку батько Ярополка — великий князь Святослав Ігорович привіз у 968 році після Першого походу до Болгарії. Можливо, вона була представницею візантійської аристократії, являла собою частину угоду між Святославом та імператором Никифором ІІ. За іншою версією, могла бути представницею болгарського царського дому, а за віросповіданням православною (грекинею за вірою).
Відповідно до розвідок українського історика Леонтія Войтовича, Святослав вивіз дівчину з якогось болгарського монастиря не за її красу — вона, напевно, була зв'язана з якимось можновладним родом, представники якого відігравали певну роль у планах Святослава по організації дунайської імперії. Її видали за Ярополка, але цей шлюб після загибелі Святослава втратив політичний сенс.
Існує також гіпотеза, що Ярополк мав кілька дружин. Одна була привезена батьком, а інша передана з Візантійської імперії, з якою напередодні нової військової кампанії проти брата Володмира великий князь Ярополк уклав угоду. До того ж Ярополк планував одружитися з полоцькою княжною Рогнедою. На слушність останньої версії вказує те, що на час загибелі Ярополка у 978 році його дружина була вагітна (бе не праздна).
Вагітною Ірина (Юлія) насильно була пошлюблена братом загиблого Володимиром, який став новим великим князем Київським. Після народження сина Святополка відправлена до селища Берестове або Вишгорода. Подальша доля невідома.